# Hochdecker (Omnibus)

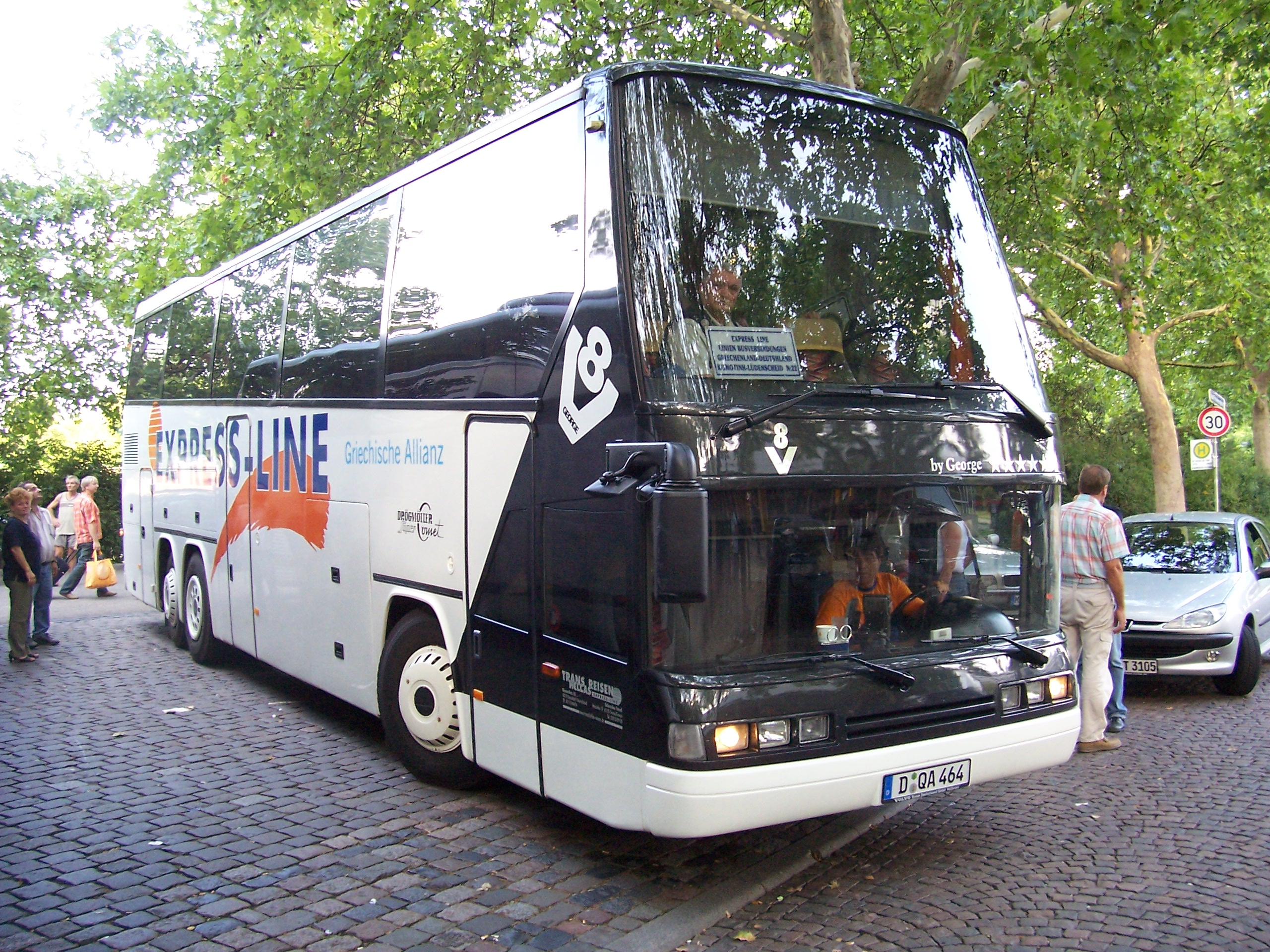
Drögmöller SuperComet mit Unterflurcockpit

Als Hochdecker werden Reisebusse bezeichnet, die über einen hochliegenden Fahrgastraum verfügen. Diese Bauform ermöglicht eine bessere Aussicht für die Fahrgäste sowie insbesondere eine erhöhte Kapazität der Stauräume, die sich unterhalb des Fahrgastraums befinden (Unterflur). Ebenso befinden sich meist die Service-Einbauten wie die Toilette und die Küche im Unterflurbereich. Einige Busse haben unterflur auch eine Schlafkoje für einen zweiten Busfahrer.
Der Begriff wurde 1971 von der Firma Auwärter Neoplan geprägt, die mit der Vorstellung ihres Cityliners erstmals dieses neue Konzept präsentierten. Die Bauform wurde schnell von der gesamten Branche übernommen und ist auch bei aktuellen Reisebussen die häufigste Bauform. 
Eine erweiterte Bauform sind die Superhochdecker oder Ultrahochdecker, bei denen sich die Fahrerkabine des Busfahrers komplett im Unterdeck, also unterhalb der Ebene des Fahrgastraumbodens befindet.
Siehe auch: Doppeldeckerbus